# Geriatrikum
Unter Geriatrikum (Mehrzahl Geriatrika) versteht man Arzneimittel, die der Steigerung der körperlichen und geistigen Leistungsfähigkeit des alten Menschen dienen. Sie sollen substituierend, roborierend oder stimulierend wirken.
Dazu gehören Multivitaminpräparate, Enzyme, lipotrope Stoffe, Sexualhormone, Anabolika oder gefäßabdichtende Mittel, sowie Mittel im Rahmen einer unspezifischen Reizkörpertherapie.
Die Rote Liste führt unter dem Stichwort Geriatrika Präparate mit folgenden Wirkstoffen auf:
- Phytopharmaka wie Ginseng, Knoblauch, Weißdorn oder Mistelkraut
- Vitamine wie Retinol, Tocopherol, Ascorbinsäure und andere
- Mineralstoffe wie Magnesium und Eisen
- Metaboliten wie Lecithin, Glutaminsäure, Orotsäure oder Dimethylaminoethanol (Deanol)
- Organextrakte aus Thymus; Ribonukleinsäuren
- Procain
- Homöopathika

Die Stoffe werden zum Teil in verschiedenen Kombinationen angeboten. Ihre Effektivität ist umstritten oder widerlegt.